# Super Mario Land 2: 6 Golden Coins
Super Mario Land 2: 6 Golden Coins (japanisch スーパーマリオランド2 6つの金貨, Hepburn: Sūpā Mario Rando Tsū Muttsu no Kinka) ist ein von dem japanischen Videospielhersteller Nintendo entwickeltes und veröffentlichtes Jump-’n’-Run-Videospiel für den Game Boy. Es handelt sich um die Fortsetzung von Super Mario Land. In Japan erschien das Spiel am 21. Oktober 1992. Am 2. November 1992 kam es in Nordamerika und am 28. Januar 1993 in Europa in den Handel.
Der Spieler übernimmt in Super Mario Land 2 die Rolle von Mario, der sein von seinem Gegenspieler Wario eingenommenes Schloss zurückerobern möchte. Das Spiel baut auf dem Spielprinzip des Vorgängers auf und erweitert es durch Neuerungen aus Super Mario World. Hardwarebedingt bietet das Spiel schwarz-weiß-Grafik.
Wie schon der Vorgänger stammt Super Mario Land 2 nicht von der Nintendo-Abteilung hinter den übrigen Hauptteilen der Super-Mario-Serie. Stattdessen zeichnete die Abteilung R&D1 für die Entwicklung des Spiels verantwortlich.
Super Mario Land 2 verkaufte sich weltweit etwa elf Millionen Mal. Es erhielt zu seiner Veröffentlichung wie auch retrospektiv positive Kritiken und zählt zu den erfolgreichsten und bestbewerteten Game-Boy-Spielen. Kritiker betonten, dass das Spiel seinen Vorgänger in allen Bereichen übertreffe. Der in Super Mario Land 2 erstmals auftauchende Charakter Wario avancierte zu einer der wichtigsten Figuren der Super-Mario-Reihe. Er ist Protagonist zahlreicher Spiele, darunter der Fortsetzung Wario Land: Super Mario Land 3. Super Mario Land 2 wurde 2011 als Downloadtitel für den Nintendo 3DS wiederveröffentlicht.

## Spielbeschreibungen

### Hintergrundgeschichte
Als der italienische Klempner Mario aus dem Sarasaland zurückkehrt, wo er Prinzessin Daisy aus den Fängen des Außerirdischen Tatanga befreit hatte (Ereignisse aus Super Mario Land), stellt er fest, dass das Mario-Land erobert wurde. Der Eindringling ist „Wario, der eigentlich Marios Zwillingsbruder sein könnte, wenn er nicht so fett und fies wäre“. Schon seit ihrer Kindheit sind die beiden Konkurrenten, denn Wario war stets auf die Beliebtheit des Klempners neidisch. Nachdem er schon mehrfach Marios Schloss zu erobern versucht hatte, nahm er während Marios jüngster Abwesenheit dessen Land ein, verzauberte die Bewohner und drang in das Schloss ein. Dazu brachte Wario die sechs Goldenen Münzen in seinen Besitz, mit denen das Schlosstor geöffnet wird. Er versteckte sie an magischen Orten, an denen sie nun von den verzauberten Bewohnern des Landes beschützt werden. Um sein Schloss zurückzuerobern und das Mario-Land sowie dessen Bewohner zu retten, muss Mario die sechs Goldenen Münzen aufspüren und seinen Doppelgänger Wario aus dem Schloss vertreiben.

### Technik
Die sprite-basierte Grafik von Super Mario Land 2 wird aufgrund der Hardware in schwarz-weiß dargestellt und bei der Musik und den Toneffekten handelt es sich um 8-Bit-Chiptune-Stücke. Das Spielmodul umfasst vier Megabit. Ein integrierter EEPROM-Chip ermöglicht die batteriegestützte, automatisch erfolgende Sicherung von bis zu drei Spielständen. Im Spielstandwahlmenü kann der Spieler mittels der Select-Taste vom normalen zum leichten Schwierigkeitsgrad wechseln.

### Spielprinzip

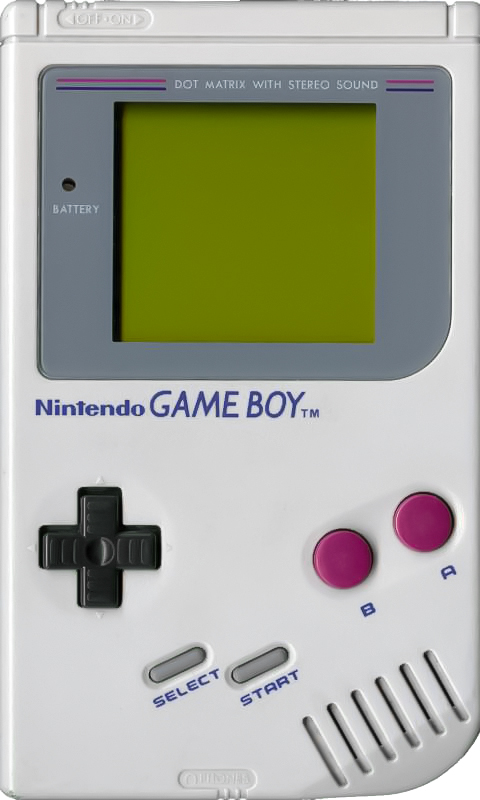
Ein Game Boy; links unterhalb des Bildschirms das Steuerkreuz, daneben die beiden roten Aktionstasten

Das Ziel von Super Mario Land 2 ist es, die Spielfigur Mario durch zweidimensional dargestellte Levels zu steuern. Dazu kommen das Steuerkreuz und die beiden Aktionstasten auf dem Game Boy zum Einsatz. Der Bildschirmausschnitt scrollt horizontal und vertikal. Der Fokus liegt stärker auf der Erkundung der Level als in vorherigen Super-Mario-Spielen.
Nachdem der Spieler das erste Einführungs-Level absolviert hat, steht ihm die frei begehbare Weltkarte zur Verfügung. Diese umfasst sechs Hauptwelten sowie kleinere Zusatz-Levels. Jede der sechs Welten beinhaltet drei bis fünf Level, die in vorgegebener Reihenfolge zu bewältigen sind. Außerdem weist jede Welt eine eigene Thematik auf, die sich in ihrem Namen wiederfindet; es gibt die Turtle (Schildkröte), Pumpkin (Kürbis), Space (Weltall), Tree (Baum), Macro (Makro) und die Mario Zone. Der Spieler kann jederzeit wählen, welche Welt er spielen möchte, da die Reihenfolge der Welten nicht vorgeschrieben ist. Am Ende des letzten Levels einer Welt muss Mario einen Bossgegner besiegen. Anschließend erhält er eine der sechs titelgebenden Goldenen Münzen. Hat Mario alle sechs Goldmünzen erlangt, wird die letzte Welt freigeschaltet, Marios Schloss. Am Ende des dazugehörigen Levels kämpft Mario gegen den Endgegner Wario.
Dem Spieler stehen mehrere Versuche zur Verfügung. Er verliert einen Versuch, wenn Mario in einen Abgrund stürzt, nicht während der vorgegebenen Zeit das Ziel erreicht, in einem Autoscrolling-Level von einer Wand eingeklemmt wird oder von einem Gegner oder Stacheln als kleiner Mario tödlich verletzt wird. Dann setzt ihn das Spiel zurück zum Beginn des Levels beziehungsweise zum Kontrollpunkt in der Levelmitte, sofern Mario diesen zuvor erreicht und aktiviert hat. Sobald alle Versuche aufgebraucht sind, ist das Spiel vorbei („Game over“) und sämtliche erlangten Goldenen Münzen gehen verloren. Bonusversuche kann der Spieler in Form von Herzen verdienen, die in manchen Levels versteckt sind und die er außerdem bei Glücks- und Minispielen gewinnen kann. Außerdem befindet sich in den meisten Levels oberhalb des regulären Ausgangs eine schwieriger zu erreichende Glocke. Gelingt es Mario, die Glocke zu läuten, so wird er zu einem von zwei möglichen Minispielen geführt, bei denen der Spieler Bonusversuche und Power-ups erhalten kann.
Power-ups erhält die Spielfigur im normalen Spielverlauf, indem sie gegen besondere schwebende Blöcke springt. Zu den in Super Mario Land 2 präsenten Power-ups gehören die aus den Vorgängern bekannten Items Super-Pilz und Feuer-Blume. Der Super-Pilz verwandelt Mario in den größeren Super Mario, der über einen zusätzlichen Trefferpunkt verfügt. In diesem Zustand kann Mario an die Feuer-Blume gelangen, die ihn zu Feuer-Mario transformiert. Im Feuer-Zustand ist es Mario möglich, Feuerbälle abzuschießen, mit denen er Gegner besiegen und einfache Blöcke zerstören kann. Als Super- wie auch als Feuer-Mario kann die Spielfigur ferner eine Drehattacke durchführen, mit der sie Blöcke zu ihren Füßen zerstören kann. Außerdem kann Mario das Item Möhre erhalten, durch welches er sich zu Hasi-Mario verwandelt und nach einem Sprung langsam schwebend zu Boden gleiten kann. Feuer- und Hasi-Zustand gewähren Mario einen weiteren Trefferpunkt, sodass er sich bei einer Verletzung zurückverwandelt zu Super Mario.
Einige der Levels in Super Mario Land 2 sind Unterwasser oder im Weltraum angesiedelt und enthalten veränderte Spielregeln. Unterwasser bewegt sich Mario schwimmend fort; außerdem kann er langsam über den Boden gehen und – im Feuer-Zustand – Feuerbälle abschießen, die sich hier langsamer fortbewegen. In den Weltraum-Levels liegen besondere Schwerkraftbegebenheiten vor und die Spielfigur kann je nach Level höher springen beziehungsweise schweben. Ferner gibt es einen Level, in dem Mario eine Blase betreten und so durch die Lüfte schweben kann. Manche Level besitzen einen versteckten Geheim-Ausgang. Wenn der Spieler einen solchen Geheim-Ausgang betritt, so schaltet er einen Bonus-Level frei.

## Entwicklung
Für die Entwicklung von Super Mario Land 2 zeichnete Research & Development 1 (R&D1) verantwortlich, die erste Forschungs- und Entwicklungsabteilung des japanischen Videospiel- und Spielkonsolen-Herstellers Nintendo. R&D1 hatte auch den Vorgänger Super Mario Land entwickelt. Die Abteilung hinter allen anderen Super-Mario-Spielen, Entertainment Analysis & Development (EAD), sowie deren Chefproduzent und Serienschöpfer Shigeru Miyamoto waren nicht an der Entwicklung des Spiels beteiligt. Die Aufgaben des Projektleiters von Super Mario Land 2 teilten sich Hiroji Kiyotake und Takehiko Hosokawa. Hosokawa war zuvor Grafik-Designer von Metroid II: Return of Samus (Game Boy, 1991) gewesen, während Kiyotake bereits länger bei Nintendo arbeitete und unter anderem die Gestaltung der Metroid-Protagonistin Samus verantwortete. Er schuf für Super Mario Land 2 den Gegenspieler Wario. Als Produzent war der Abteilungsleiter und Game-Boy-Schöpfer Gunpei Yokoi involviert.

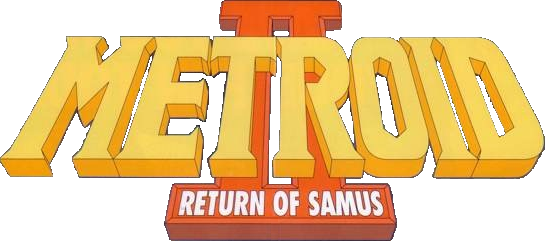
Nur ein Bruchteil des 14-köpfigen Entwicklerteams war auch am Vorgänger beteiligt gewesen; der Großteil des Teams entwickelte vorher Metroid II.

Obgleich beide Spiele aus der gleichen Abteilung stammen, waren nur drei Personen des insgesamt 14-köpfigen Entwicklerteams von Super Mario Land 2 auch beim Vorgänger involviert gewesen. Der Entwicklungsleiter hinter Super Mario Land, Satoru Okada, wirkte am zweiten Teil ebenfalls nicht mit. Der Großteil des Teams von Super Mario Land 2, darunter beide Projektleiter, war zuvor an dem Ende 1991 veröffentlichten Metroid II beteiligt gewesen.
Während sich der Vorgänger hauptsächlich an Super Mario Bros. (NES, 1985) orientiert, folgt Super Mario Land 2 dem Stil von Super Mario World (SNES, 1990). Aus jenem Spiel stammt die Weltkarte. Im Gegensatz zum Vorgänger kann der Spieler die Reihenfolge der Welten selbst aussuchen und abgeschlossene Level erneut spielen, wobei diese nun deutlich weniger linear aufgebaut sind. Auch die Geheimausgänge, welche Bonuslevel freischalten, sowie der Drehsprung sind Super Mario World entnommen. Außerdem ähnelt die Verwandlung zu Hasi-Mario dem Umhang-Power-up aus dem SNES-Serienableger. Auch der Grafikstil ist an Super Mario World angelehnt.
Super Mario Land 2 enthält Anspielungen auf die Vergangenheit des Studios R&D1. Beispielsweise taucht Tatanga, der Endboss aus Super Mario Land, als Wächter der Space Zone auf. Ferner gibt es in der Mario Zone einen Level, der an N&B Block angelehnt ist. Dabei handelt es sich um eine von Nintendo hergestellte, an Lego erinnernde Spielzeug-Serie, die der Vorläufer der R&D1-Abteilung in den späten 1960er Jahren erfunden hatte.
Die Computerspielmusik von Super Mario Land 2 stammt aus der Feder von Kazumi Totaka. Es handelt sich erst um den zweiten Videospielsoundtrack des Anfang der 1990er Jahre bei Nintendo eingestellten Komponisten. Totaka brachte in das Spiel das nach ihm benannte Easter Egg „Totaka’s Song“ ein. Dies ist ein kurzes Musikstück, das in fast allen Spielen versteckt enthalten ist, für die Totaka komponierte. In Super Mario Land 2 ertönt Totaka’s Song, nachdem zweieinhalb Minuten auf dem Game-over-Bildschirm verstrichen sind.

## Veröffentlichung
Nintendo stellte Super Mario Land 2 im Juni 1992 auf der Summer Consumer Electronics Show in Chicago vor. Damals hieß es, das Spiel solle gegen Weihnachten erscheinen. In der Juli-Ausgabe der amerikanischen Spielezeitschrift Nintendo Power ist Herbst 1992 als Veröffentlichungszeitraum angegeben.
In Japan brachte Nintendo Super Mario Land 2 am 21. Oktober 1992 auf den Markt. In Nordamerika erschien das Spiel im November 1992 und in Europa im Januar 1993. 2000 brachte Nintendo unter dem Label Nintendo Classics neue Exemplare des Spiels in die Läden.
Etwa 2,6 Millionen Mal verkaufte sich Super Mario Land 2 laut Angaben der Spielezeitschrift Famitsu in Japan. Weltweit lieferte Nintendo etwa elf Millionen Kopien des Spiels aus. Damit handelt es sich um eines der meistverkauften Game-Boy-Spiele nach Pokémon Rote und Blaue Edition (1996), Tetris (1989), Pokémon Goldene und Silberne Edition (1999) und dem Vorgänger.
Eine digitale Wiederveröffentlichung des Spiels erschien 2011 als Virtual-Console-Titel (VC) im eShop für die Handheld-Konsole Nintendo 3DS. Seit dem 29. September 2011 ist das Spiel als kostenpflichtiger Download in Europa und Nordamerika verfügbar. Im japanischen eShop erschien Super Mario Land 2 am 12. Oktober 2011. Während sich die VC-Wiederveröffentlichung des Vorgängers auf dem dritten Platz der vom Marktanalyseunternehmen Forecasting & Analyzing Digital Entertainment erstellten Liste der zehn erfolgreichsten 3DS-eShop-Spiele 2011 befindet, erreichte die VC-Version von Super Mario Land 2 keine Platzierung.

## Rezeption

### Kritik

#### Zeitgenössische Rezensionen
Im November 1992 veröffentlichte die britische Spielezeitschrift Nintendo Magazine System (später Official Nintendo Magazine) eine Rezension zu Super Mario Land 2. Der Tester Steve lobte die Abwechslung, die Steuerung und den Umfang des Spiels, sah in dem seiner Meinung nach sehr niedrigen Schwierigkeitsgrad aber einen schwerwiegenden Kritikpunkt. Diese Ansicht teilte der Rezensent Jaz. Er kritisierte, dass die Speicherfunktion das Spiel zu einfach gestalte, sodass erfahrene Spieler es zu schnell absolviert hätten. Grafik, Ton und Spielprinzip seien aber so gelungen, dass Super Mario Land 2 noch nach dem Durchspielen interessant sei. Die Zeitschrift resümiert, dass es sich um das bis dato beste Game-Boy-Spiel handele. Aufgrund des zu niedrigen Schwierigkeitsgrades werde es allerdings nicht zu einem zeitlosen Klassiker avancieren können.
Martin Gaksch von der deutschen Videospielzeitschrift Power Play rezensierte Super Mario Land 2 Anfang 1993 sehr positiv. Er bezeichnete es als das nach Tetris bis dato beste Game-Boy-Spiel; es sei wesentlich umfangreicher als andere Jump-’n’-Run-Titel für das Handheld. Super Mario Land 2 biete Langzeitmotivation auch nach Abschluss der Handlung, „die unzähligen Spielelemente“ seien „perfekt aufeinander abgestimmt“ und das Leveldesign weise keine Makel auf. Aufgrund der technischen Limitierungen des Game Boy sowie eher weniger neuer Ideen und Features reiche das Spiel jedoch nicht an Super Mario Bros. 3 (NES, 1988) oder Super Mario World heran, kritisierte Gaksch.
Der Videospieljournalist Heinrich Stiller sprach 1993 in der deutschen Videospielzeitschrift Aktueller Software Markt eine „unbedingt[e]“ Kaufempfehlung für Super Mario Land 2 aus. „Mit Super Mario Land 2 ist Nintendo wieder der große Wurf gelungen: Jump&Run vom allerfeinsten [sic!].“ Im Vergleich zu dem vorher erschienenen Serienteil Super Mario World reiche das Spiel hardwarebedingt „natürlich nicht [an die] Farbenpracht“ heran, könne „in puncto Spielwitz“ aber „allemal“ mithalten.

#### Rezensionen zur Wiederveröffentlichung
Corbie Dillard beschrieb Super Mario Land 2 2011 in der Spielkritik für die Website Nintendo Life als Beweis dafür, dass auch Konzepte von Heimkonsolenspielen gut auf dem Game Boy umsetzbar seien. Nintendo habe den Umfang und die Steuerung des Spiels im Vergleich zum ersten Super-Mario-Teil stark überarbeitet. Daher müsse sich das Spiel nicht hinter den Heimkonsolen-Teilen der Serie verstecken. Außerdem fand die Grafik des Spiels großes Lob. Dillard schrieb, dass sie wesentlich detaillierter und aufgrund ihrer größeren Darstellung deutlicher zu erkennen sei als im Vorgänger. Ähnliches gelte auch für die Musik des Spiels, die abwechslungsreich und stets passend sei und zu den besten Game-Boy-Soundtracks zähle.
Lucas M. Thomas schrieb 2011 in der Spielbegutachtung für die englischsprachige Website IGN, dass Super Mario Land 2 besonders für Kinder zu empfehlen sei, die erst in die Super-Mario-Reihe einsteigen. Dies liege am niedrigen Schwierigkeitsgrad, der aus dem langsamen Fortbewegungstempo der Gegner und der getragen wirkenden Sprungsteuerung resultiere. Chris Scullion von Official Nintendo Magazine lobte 2011 Grafik und Ton des Spiels; ihm zufolge reize Super Mario Land 2 die Kapazitäten des Game Boy bis zu den Grenzen aus. Serienfans sollten es gespielt haben, schrieb Scullion.
Christoph Kraus von der deutschen Nintendo-Monatszeitschrift N-Zone bezeichnete Super Mario Land 2 2011 aufgrund seines Umfangs und seiner Abwechslung als „Jump&Run-Juwel“. Auf technischer Seite bemängelte er Einbrüche in der Bildfrequenz sowie ein generell nicht hohes Spieltempo. Andererseits hob er die Animationen und Sprites positiv hervor.

### Wertungsspiegel
Die Website GameRankings, die Wertungen zu Videospielen sammelte und auswertete, errechnete für Super Mario Land 2 aus acht Kritiken eine Durchschnittswertung von 79,56 %. Damit handelte es sich laut der Website um das achtbestbewertete für den Game Boy erhältliche Spiel.
Die folgende Tabelle bietet eine Übersicht an Wertungen zu Super Mario Land 2. Der Spalte „Version“ ist zu entnehmen, ob die originale Game-Boy-Version oder die VC-Wiederveröffentlichung für den 3DS bewertet wurde.
| Zeitschrift/Website        | Wertung | Datum         | Version |
| -------------------------- | ------- | ------------- | ------- |
| Aktueller Software Markt   | 10/12   | Feb. 1993     | GB      |
| Cubed3                     | 8/10    | 19. Dez. 2011 | 3DS     |
| IGN                        | 9/10    | 29. Sep. 2011 | 3DS     |
| Nintendo Life              | 9/10    | 30. Sep. 2011 | 3DS     |
| Nintendo Magazine System   | 87/100  | Nov. 1992     | GB      |
| Nintendo-Online            | 9/10    | 3. Apr. 2012  | 3DS     |
| N-Zone                     | 9/10    | Nov. 2011     | 3DS     |
| Official Nintendo Magazine | 92 %    | 29. Sep. 2011 | 3DS     |
| Power Play                 | 89 %    | Jan. 1993     | GB      |
| Total                      | 1-      | Sep. 1994     | GB      |
| Wii Magazin                | 93 %    | Nov. 2011     | 3DS     |

### Auszeichnungen und Bestenlisten
Power Play zeichnete Super Mario Land 2 als bestes Handheld-Spiel des Jahres 1992 aus. Auch Nintendo Power prämierte das Spiel als besten für einen Handheld erschienenen Titel des Jahres 1992. Weitere Auszeichnungen von Nintendo Power erhielt es in den Kategorien Graphics and Sound (Grafik und Ton), Theme and Fun (Spielspaß) und Play Control (Steuerung), jeweils als bestes Game-Boy-Spiel des Jahres 1992.
Das englischsprachige Magazin Game Informer platzierte Super Mario Land 2 1998 auf Platz 5 der 25 besten Game-Boy-Spiele aller Zeiten. In einer Neuauflage jener Liste von 2011 stieg der Titel auf den vierten Platz auf. Nintendo Power veröffentlichte 2008 eine Bestenliste, bei der sich Super Mario Land 2 auf Platz 7 der 20 besten Game-Boy-Spiele befindet. Das Official Nintendo Magazine ordnete das Spiel 2009 auf Platz 44 der 100 konsolenübergreifend besten Nintendo-Spiele ein.

### Einordnung in den Kontext der Super-Mario-Reihe
Die Handlung von Super Mario Land 2 ist eine direkte Fortsetzung der Ereignisse aus dem Vorgänger. Dies ist innerhalb der Super-Mario-Reihe einzigartig. Außerdem grenzt sich das Spiel von vielen anderen Spielen der Serie dadurch ab, dass weder der Bösewicht Bowser noch Prinzessin Peach oder eine andere entführte Prinzessin auftauchen.
Zusammen mit seinem Vorgänger steht Super Mario Land 2 eher isoliert im Kontext der Super-Mario-Reihe. Auf beide Titel finden sich kaum Anspielungen in späteren Serienablegern und im Gegensatz zu allen anderen frühen Super-Mario-Spielen hat Nintendo zu beiden keine Remakes veröffentlicht. Erst über ein Jahrzehnt nach Super Mario Land 2 erschien wieder ein Super-Mario-Spiel für ein Handheld, nämlich New Super Mario Bros. (DS, 2006). Für Nintendo Life passt Super Mario Land 2 jedoch in Anbetracht der guten Qualität des Spiels gut in den Kontext der Reihe. Dies sei darauf zurückzuführen, dass das Spiel die teils durch die schwache Game-Boy-Hardware bedingten Limitierungen und Mängel des Vorgängers beseitige. Durch technische Mängel äußere sich dennoch, dass der Titel nicht vom üblichen Entwickler der Reihe stammt, schrieb die Website Nintendo-Online 2014.
Der Eurogamer-Redakteur Chris Schilling deutete die neue Spielfigur Wario 2014 als Manifestation der Unzufriedenheit der Entwicklungsabteilung R&D1 über den Umstand, Spiele um eine Figur entwickeln zu müssen, die sie nicht selbst erfunden hatte. Darauf deute auch Warios Name hin, der eine Kombination aus Mario und 悪い, warui, dem japanischen Wort für böse, sei.

## Nachfolger

Emblem der Spielfigur Wario, die nach ihrem Debüt in Super Mario Land 2 zum Protagonisten des Nachfolgers aufstieg

Anfang 1994 erschien für den Game Boy der Nachfolger von Super Mario Land 2 unter dem Titel Wario Land: Super Mario Land 3. Auch dieses Spiel ist ein Jump ’n’ Run, welches R&D1 entwickelt hat. In diesem Spiel übernimmt Wario die Hauptrolle. Die Atmosphäre des Spiels ist skurriler als die von Super Mario Land 2; das Spielprinzip fällt langsamer aus und setzt weniger auf Action.
Aus diesem Spiel ging die Wario-Land-Reihe hervor, die sich von der Super-Mario-Serie abgrenzt. Außerdem folgten die WarioWare-Spiele. Die Figur Wario taucht ferner als Nebenfigur in zahlreichen Spin-offs wie der Mario-Kart- oder der Super-Smash-Bros.-Reihe auf.